# Àcid tiònic
Els àcids tiònics o àcids politiònics (en anglès:Polythionic acid) són oxoàcids que tenen una cadena d'àtoms de sofre i tenen la fórmula química H₂SnO₆ (n > 2). L'àcid tritiònic (H₂S₃O₆), àcid tetratiònic (H₂S₄O₆) en són exemples. Els compostos de n < 80 es creu que existeixen, i els de n < 20 s'han sintetitzat. L'àcid ditiònic (H₂S₂O₆) no pertany als àcids politiònics per la diferència en les seves propietats.

## Història
Nombrosos àcids i sals d'aquest grup tenen una llarga història i sistemes químics daten de l'època de John Dalton dedicat al comportament del H2S en solucions aquoses SO2 À808).

## Preparació
Hi ha molts mètodes coneguts per a la síntesi d'aquests àcids, però el mecanisme de la reacció no resta clar per les moltes reaccions simultànies com són les redox, de transferència de cadena, i de desprotonació. Un exemple típic és:
- Interacció de sulfur d'hidrogen i un diòxid de sofre. Això dona una mescla complexa de diveroso oxoàcids de sofre de diferents estructures, anomenada Solució de Wackenroder.

H₂S + H₂SO₃ → H₂S₂O₂ + H₂O
H₂S₂O₂ + 2H₂SO₃ → H₂S₄O₆ + 2H₂O
H₂S₄O₆ + H₂SO₃ → H₂S₃O₆ + H₂S₂O₃

## Presentació
Els àcids poliotònics sovint es troben en llacs de cràter. La seva disminució abans d'una erupció serveix per predir l'activitat volcànica.